# 桑原島主
桑原 島主（くわばら の しまぬし、生没年不詳）は、奈良時代の女官。姓は連、のち公。官位は従五位上・勲六等・命婦。

## 出自
桑原氏は『新撰姓氏録』「左京諸蕃」によると村主姓のものの出自が「漢高祖七世孫万徳使主也」とあり、このなかの一部が連になったものと推定される。

## 経歴
称徳朝の天平神護元年（765年）正月、藤原仲麻呂の乱後の論功行賞で賀陽小玉女らとともに従七位下から外従五位下に叙せられ、さらに和気広虫・賀陽小玉女・草鹿酒人水女らとともに勲六等を授けられている。この日、白馬の節会の宴が開かれ、五位以上のものはこれに参加し、禄を与えられている。
同2年2月、一族の桑原真島や、桑原足床・桑原岡麻呂ら40人が公姓を与えられた際に、同じく公姓を賜ったらしく、以下の記述では公姓で記されている。
それからしばらく記録は途絶えるが、光仁朝の宝亀元年（770年）10月、賀陽小玉女・武蔵家刀自・和気広虫らとともに内位の従五位下に昇叙する。同9年7月、命婦として従五位上を授けられている。

## 官歴
『続日本紀』による
- 時期不詳：従七位下
- 天平神護元年（765年）正月7日：外従五位下・勲六等
- 天平神護2年2月29日：賜姓公
- 宝亀元年（770年）10月25日：従五位下（内位）
- 時期不詳：命婦
- 宝亀9年（778年）7月4日：従五位上